# 黑緣溝腳葉蚤
黑緣溝腳葉蚤（学名：Hemipyxis yasumatsui）为金花蟲科溝腳葉蚤屬下的一个种。是台湾特有的物种。